# 上野大仏

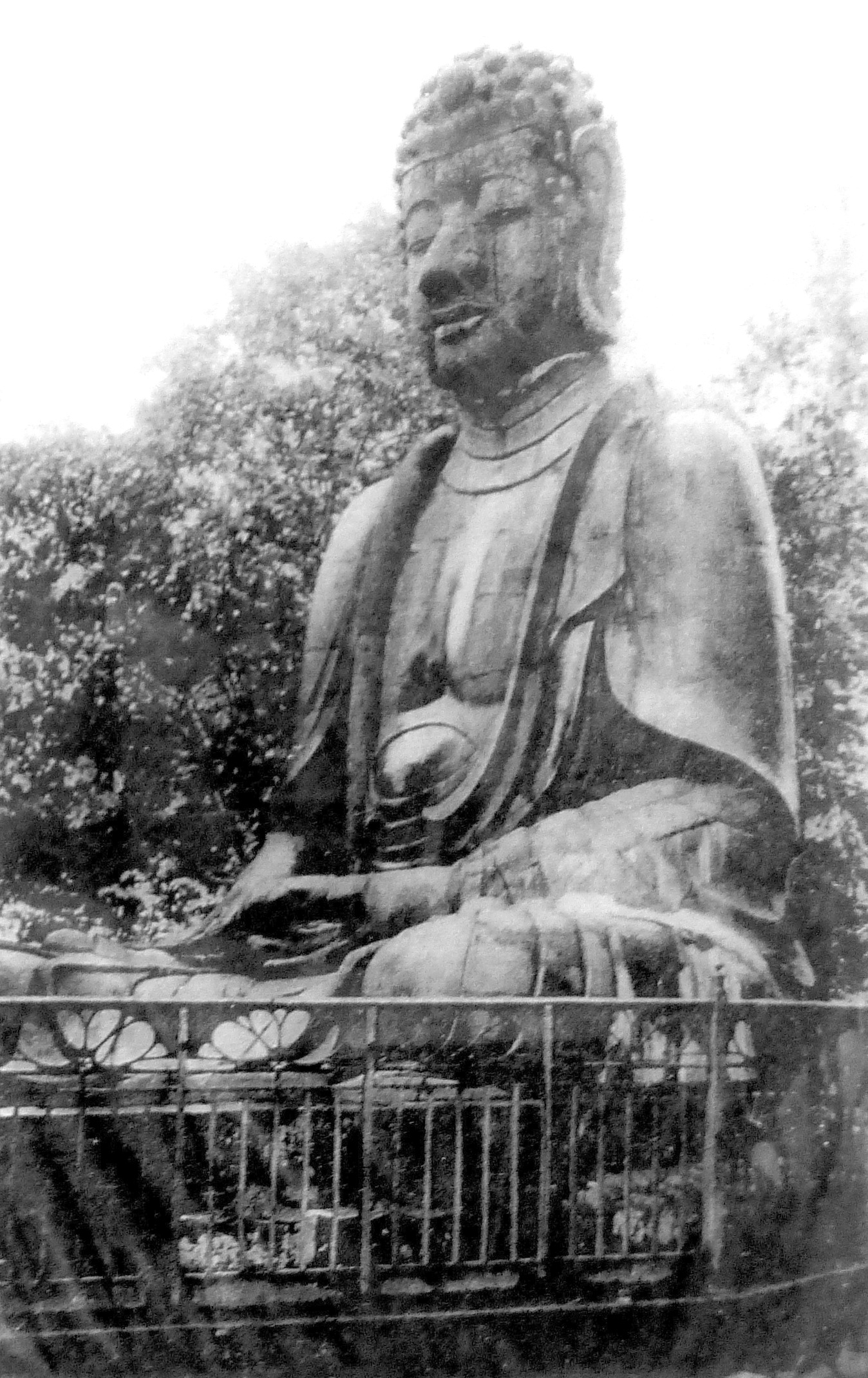
往年の上野大仏

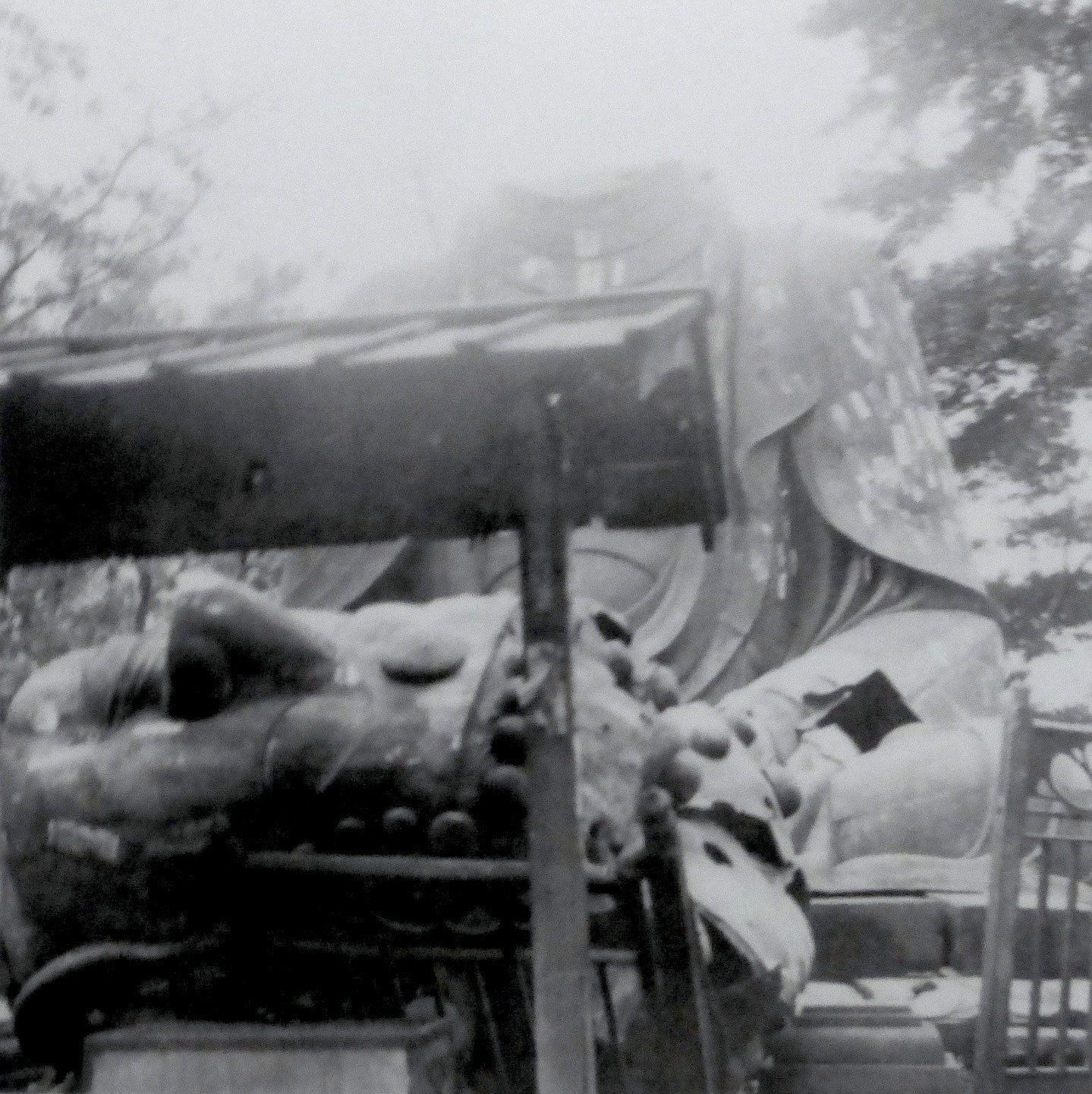
関東大震災で頭部が落下した上野大仏

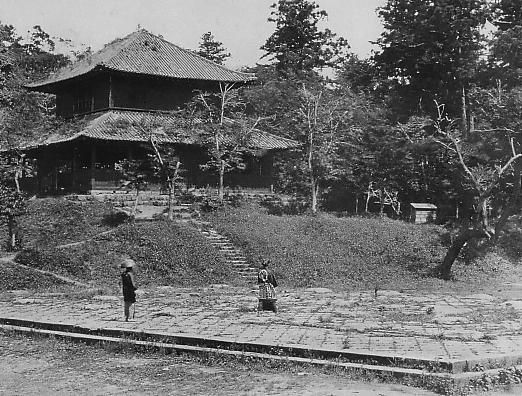
かつて存在した上野大仏殿

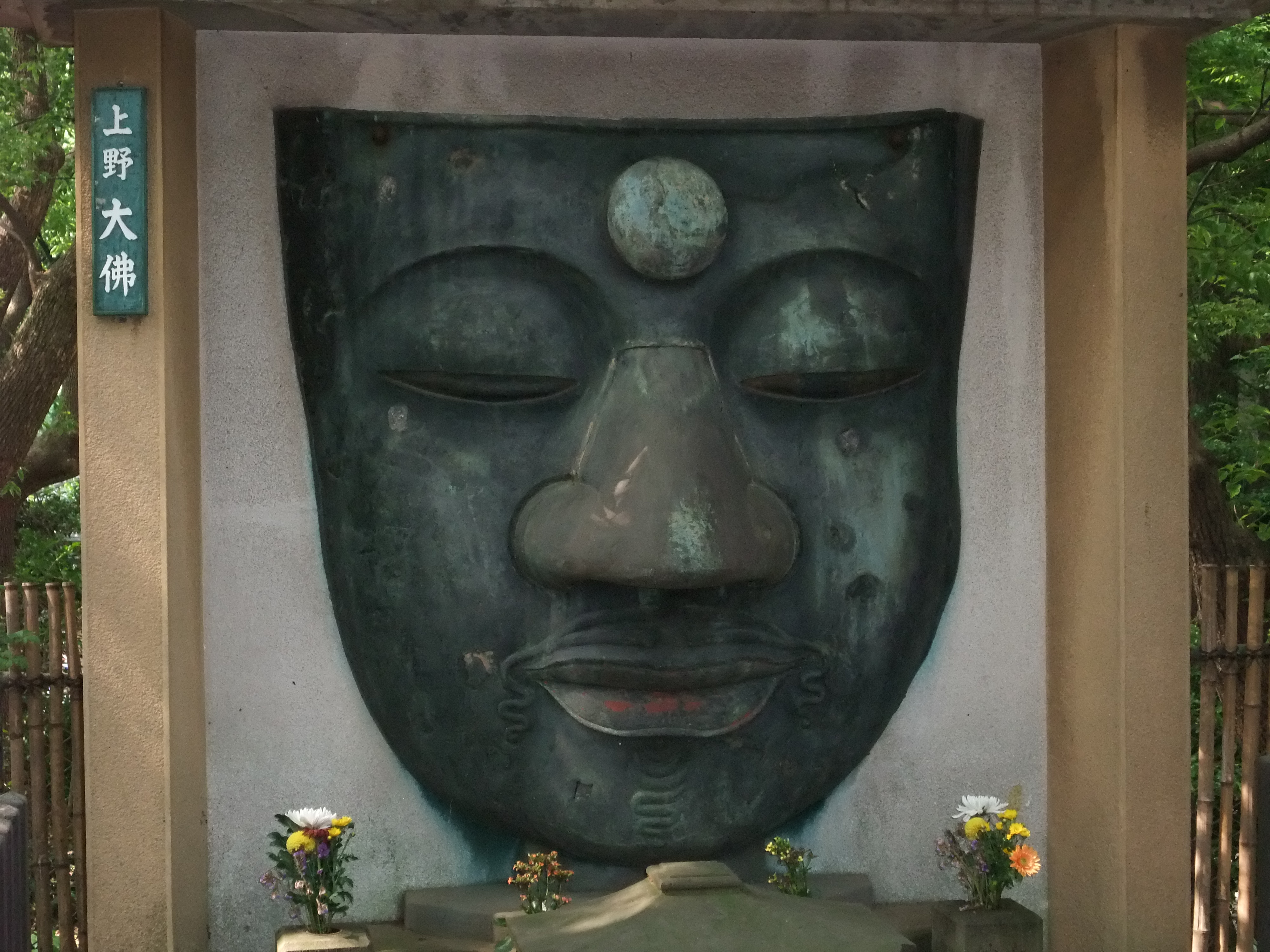
顔面のみとなった上野大仏

上野大仏（うえのだいぶつ）は、東京都台東区上野恩賜公園内で顔だけが現存し、公開されている大仏。所在地は上野精養軒に隣接する大仏山という丘の上で、薬師仏を祀るパゴダ様式の祈願塔と志納所が併設されている。
元々は江戸時代初期に建立され、幕末までにも火災や地震に度々遭い、1923年（大正12年）の関東大震災で頭部が落下するまでは像高約6メートルの釈迦如来坐像だった。震災後、頭部と胴体は再建に備えて上野寛永寺に保管されていたが、顔面部を除いて第二次世界大戦中の金属供出で持ち去られた。
胴体を失った顔面は「これ以上落ちない」という意味で2000年代前半頃から受験生らが祈願するようになり、「合格大仏」と呼ばれている。

## 沿革
- 寛永8年（1631年）：越後村上藩主堀直寄が[1]戦死者慰霊のため漆喰の釈迦如来坐像を建立。粘土の表面を漆喰で固めていた[1]。当時の大仏は『江戸図屏風』に露座で描かれている。
- 正保4年（1647年）：正保相模の地震により倒壊[1]。
- 慶安2年（1649年）：慶安川越地震により、頭部が落下[3]
- 万治年間（1658年 - 1661年）：遊行僧浄雲が金銅像として再興。再興は明暦年間（1655年 - 1658年）説がある。再建された大仏は、高さ約6.6メートルの青銅製だった[1]。
- 元禄11年（1698年）：寛永寺住職の公弁法親王が、露座であった大仏に仏殿（覆堂）を建立[1]。
- 天保12年（1841年）：大仏殿から出火し、頭部が溶け落ちる[1]。
- 天保14年（1843年）：堀直央の寄進により大仏を新鋳再建し、仏殿を修復。
- 安政2年（1855年）：安政江戸地震により、頭部が破損。再び堀直央の寄進により修復。
- 明治8年（1875年）：上野恩賜公園の整備に際して大仏殿を撤去。露座に戻る。
- 大正12年（1923年）：関東大震災により頭部が落下。大破した頭部、解体撤去した胴部以下は寛永寺が保管するが、資金の目処が立たず再建計画は放棄される。
- 昭和15年（1940年）：軍需金属資源として顔面部を除く頭部、胴部以下が供出され、消滅する。
- 昭和42年（1967年）：関東大震災の50回忌にあたり、上野観光連盟が願主となり大仏再建を願う祈願塔を建立。
- 昭和47年（1972年）：寛永寺に保管されていた顔面部をレリーフとして旧跡に安置。